# FiO2
FiO2 (frazione inspirata di O2, o Fraction of inspired O2), o anche FO2(I), è un parametro usato in medicina che indica la percentuale di ossigeno (O2) inspirata da un paziente; è espressa come percentuale o come numero puro tra 0 e 1.
La FiO2 in aria atmosferica è 0,21 (21%).
La FiO2 di un paziente può essere modificata con strumenti per l'ossigenoterapia (come la maschera di Venturi) o con la ventilazione meccanica. 
Aumentando il flusso di ventilazione la FiO2 rimane invariata, perché così facendo non si cambia la composizione dell'aria esterna o ispirata (la differenza è che la seconda è corretta con la saturazione di acqua) ma solo la quantità assoluta di ossigeno che raggiunge gli alveoli per unità di tempo, quindi un aumento della ventilazione comporta una maggiore pressione parziale di O2 negli alveoli (quindi più ossigeno che passa al sangue) ma non modifica la frazione inspirata di O2.
La maggior parte dei ventilatori polmonari ha la possibilità di modificare la FiO2.
Bisogna prestare attenzione al fatto che la FiO2 non cambia con l'altitudine ma rimane all'incirca costante. Quello che cambia con l'altitudine è la pressione dell'aria, che influenza la pressione parziale di ossigeno all'interno della miscela di gas, questo porta ad una variazione della pressione parziale di ossigeno all'interno del polmone e di conseguenza dei vasi sanguigni. La pressione parziale infatti è il fattore più importante che influenza la quantità di ossigeno che passa ai vasi polmonari, quindi una pressione di ossigeno via via più bassa (che si può trovare aumentando l'altitudine) diminuirà la quantità di ossigeno che passa ai vasi fino ad arrivare all'ipossia.